# Masbaraud-Mérignat
Masbaraud-Mérignat là một xã thuộc tỉnh Creuse trong vùng Nouvelle-Aquitaine miền trung nước Pháp. Xã này nằm ở khu vực có độ cao trung bình 415 mét trên mực nước biển.

## Địa lý
Là một khu vực nông trang gồm các làng nằm bên sông Taurion, cự ly khoảng 15 dặm (24 km) về phía nam của Guéret tại giao lộ các tuyến đường D61 và tuyến đường D912.

## Dân số
| 1962                                                        | 1968 | 1975 | 1982 | 1990 | 1999 | 2005 |
| ----------------------------------------------------------- | ---- | ---- | ---- | ---- | ---- | ---- |
| 293                                                         | 334  | 310  | 315  | 339  | 328  | 338  |
| Số liệu điều tra dân số từ năm 1962 Dân số chỉ tính một lần |      |      |      |      |      |      |

## Địa điểm nổi bật
- Nhà thờ thế kỷ 12.

## Dân địa phương nổi bật
- Raymond Poulidor sinh ở đây năm 1936.